# La Semaine égyptienne
La Semaine égyptienne, sous-titré Organe hebdomadaire illustré de la vie Artistique, Littéraire, Théâtrale, Financière et Sportive en Égypte, est un périodique francophone d’Égypte ayant paru au Caire de 1926 aux années 1940.
Considéré comme l'un des meilleurs magazines littéraires francophones d’Égypte, il faisait la part belle à l'actualité littéraire. Fernand Leprette, Élian J. Finbert, Jean Moscatelli comptent parmi le grand nombre d'intellectuels francophones ayant collaboré à la revue.